# Carl Correns
Carl Erich Correns (tiếng Anh: /kɑːl ˈɛrɪk kəʊrɛn/, tiếng Việt: /cac êric côren/) là nhà thực vật học và nhà di truyền học người Đức. Tên đầy đủ của ông là Carl Franz Joseph Erich Correns (1864-1933), nhưng thường gọi tắt là Correns.
Ông cùng với Hugo de Vries và Erich von Tschermak đã độc lập với nhau phát hiện ra các quy luật di truyền cơ bản đầu tiên, đồng thời cũng phát hiện lại bài báo  của Gregor Mendel, nhờ đó tái xác định các định luật Mendel, đóng góp vào sự khai sinh ra Di truyền học vào năm 1900.. Ngoài ra, Correns còn nổi tiếng vì là người đầu tiên phát hiện quy luật di truyền ngoài nhiễm sắc thể trên cây bông phấn (cũng gọi là cây hoa bốn giờ - Mirabilis jalapa), đó là một kiểu di truyền không tuân theo định luật Mendel, còn được gọi là di truyền theo dòng mẹ (1909).

## Tiểu sử
Carl Correns sinh ngày 10 tháng 9 năm 1864 ở Münich thuộc nước Đức. Mồ côi cha mẹ từ nhỏ, ông được một người dì ở Thụy Sĩ nuôi dưỡng.
Correns bị bệnh lao từ khi mới mười bảy tuổi. Mặc dù vậy, Correns đã tốt nghiệp phổ thông năm 1885 và ông tốt nghiệp Đại học Munich năm 1889 chuyên nghiên cứu về thực vật học. Correns được làm trợ giảng tại Đại học Münich. Trong quá trình hoạc ban đầu ở đây, Carl Nägeli - một nhà thực vật học nổi tiếng có quan hệ với G. Mendel. Dù không còn giảng dạy tại đại học Münich, nhưng ông đã quan tâm đến Correns, do quen biết với bố mẹ Correns, đã khuyến khích nghiên cứu thực vật học và khuyên chọn đề tài luận án của mình. Mối liên hệ của Nägeli và Correns không chỉ mang tính khoa học, bởi vì sau đó Correns đã thành hôn với cháu gái của Nägeli.
Sau đó, Correns trở thành giáo sư tại Đại học Tübingen, ở đây ông bắt đầu thí nghiệm về tính di truyền ở thực vật vào năm 1892. Mặc dù Nägeli đã kể cho Correns về một số thí nghiệm của Mendel, tuy nhiên Nägeli chưa bao giờ nói về giả thuyết của Mendel.
Các nghiên cứu của ông có phạm vi rộng, bao gồm sự phát triển của thành tế bào, hình thái hoa và sinh sản thực vật ở rêu (Bryophytes) và dương xỉ, sự hình thành tinh tử, tảo và nghiên cứu về nấm học (Mycology). Ngoài ra ông còn tiến hành một loạt các thí nghiệm lai các giống ngô và đậu khác nhau, nhờ đó Correns xác định rằng một số tính trạng đơn giản như màu của hạt giống, được kế thừa bởi các thế hệ kế tiếp theo các tỷ lệ toán học. Đến năm 1899, ông đã đi đến một giả thuyết để giải thích kết quả của mình. Từ đó, Correns đã xuất bản kết quả nghiên cứu của mình về quy luật di truyền và đề cập tới cống hiến của G. Mendel trong bài báo "G. Mendel's Law Concerning the Behavior of the Progeny of Racial Hybrids" (quy luật Mendel về hành vi của thế hệ con lai).
Cùng với de Vries, Correns là người "định nghĩa lại" quy luật Mendel và cho rằng Mendel, trong "bản khai sinh Di truyền học" của mình, đã nói về "quy luật tổ hợp" và "quy luật phân li độc lập". Ông cũng nhấn mạnh ngụ ý của Mendel về sự phân li độc lập các "nhân tố di truyền" đã xảy ra trong quá trình phát sinh tế bào sinh dục, mà nay thường gọi là giảm phân. Ông cũng là một trong các nhà khoa học đầu tiên trên thế giới thời đó nhấn mạnh công lao của G. Mendel.
Correns còn công tác tại trường đại học Leipzig (1902 - 1909), đại học Münster (1909 - 1914). Correns còn được đánh giá là đã giúp cung cấp nhiều bằng chứng ủng hộ cho luận điểm của Mendel, đặc biệt là dự đoán sự di truyền liên kết mà sau này (1910) nhà di truyền học Hoa Kỳ Thomas Hunt Morgan đã đưa ra. Năm học 1913 - 1914, Correns trở thành giám đốc đầu tiên của học viện sinh học Kaiser Wimus (Kaiser Wimus Acadut für Biologie, tiếng Anh là Kaiser Wilhelm Institute for Biology) thành lập ở Berlin-Dahlem và công tác ở đây đến cuối đời.
Carl Erich Correns mất ngày 14 tháng 2 năm 1933 tại Berlin, thọ 69 tuổi. Thật không may, hầu hết các tác phẩm của ông đã không kịp công bố và bị phá hủy khi Berlin bị đánh bom vào năm 1945.

## Cống hiến chính
- Phát hiện, chứng minh và ủng hộ quy luật di truyền Mendel.
- Phát hiện quy luật di truyền lạp thể (di truyền ngoài nhiễm sắc thể).